# نبرد اگوچی
نبرد قلعه کاننونجی (به ژاپنی: 江口の戦い) نبردی بود که در دوره سنگوکو و در سال ۱۵۴۹ مابین میوشی ناگایوشی و میوشی ماساناگا که هر دو از خاندان میوشی بودند، درگرفت.